# 刘英 (1905年11月)

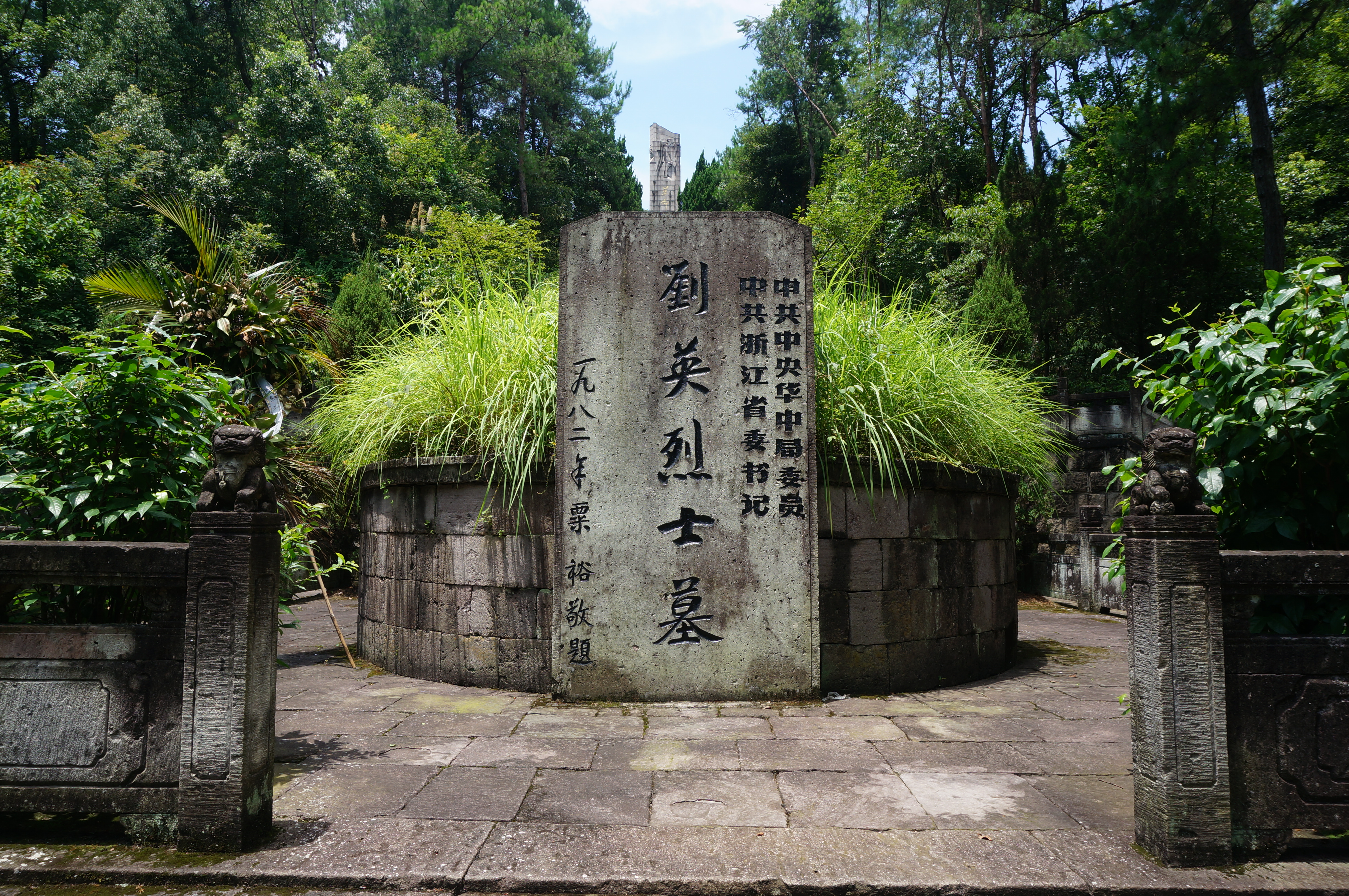
永康市方岩镇刘英烈士墓。

刘英（1905年11月26日—1942年5月18日），原名刘声沐，男，江西瑞金人，中国共产党党员，革命烈士。 

## 生平
1929年4月，投笔从戎，参加毛泽东、朱德率领的中国工农红军第四军。同年9月，加入中国共产党，先后担任红五军团、红一军团、红九军团的师政委，红七军团政治部主任。
1934年，任红军抗日先遣队政治部主任。
1935年，任红军挺进师政委，粟裕为师长，率部进入浙江建立浙西南、浙东游击战根据地。
1939年，任中共浙江省委书记，领导全省工作和抗日救亡运动，并主持召开了中共浙江省第一次代表大会。
1941年，任中共中央华中局委员、中共浙、闽、赣三省特派员等职。
1942年，因遭人举报，2月在浙江温州被国民政府逮捕，5月18日在浙江永康方岩马头山麓被处死，享年37岁。

## 家庭
- 兒子：劉錫榮，曾任浙江省纪委书记，中纪委副书记。